# (4425) Bilk
(4425) Bilk – planetoida z grupy pasa głównego asteroid okrążająca Słońce w ciągu 3 lat i 226 dni w średniej odległości 2,36 j.a. Została odkryta 30 października 1967 roku w Hamburg-Bergedorf Observatory w Bergedorfie przez Luboša Kohoutka. Nazwa planetoidy pochodzi od Bilk, dzielnicy Düsseldorfu, w której w 1843 roku powstało obserwatorium (zniszczone w czasie wojny w 1943). Przed nadaniem nazwy planetoida nosiła oznaczenie tymczasowe (4425) 1967 UQ.